# Aarno Walli
Aarno Walli (26 de octubre de 1920-16 de agosto de 2007) fue un pianista, compositor y director de orquesta finlandés. Se graduó en economía en 1947 y trabajó en Musiikki-Fazer hasta 1958, cuando se convirtió en productor-director y editor de programas musicales de Yleisradio.
En 1942, Walli participó en la orquesta Rytmi-pojat, con Eugen Malmstén, en conciertos en Helsinki para recaudar fondos para los veteranos de guerra, y en la banda de Erik Lindström, que ganó varios concursos de jazz en 1945.
Cuando trabajaba en el departamento de entretenimiento de Yleisradio, Walli fue el presentador de las galas en las que se eligieron las canciones que representarían a Finlandia en los Festivales de la Canción de Eurovisión de 1962 (Tipi-tii) y 1964 (Laiskotellen).
Los hijos de Aarno Walli son el guitarrista Hasse Walli de su priimer matrimonio, Aki Walli de su segundo matrimonio, y su hermano menor Petri Walli, el líder de la banda Kingston Wall, quien murió en 1995. Su hermano Osmo Walli fue un destacado diseñador gráfico.
Aarno Walli también fue regatista de la clase Snipe, en la que se proclamó campeón nacional en 1957 como tripulante de Carl-Olof Granfelt, y de la que fue Secretario Nacional de la SCIRA en Finlandia, entre 1957 y 1967, y Secretario del Norte de Europa posteriormente.